# Claes Cronqvist
Claes Cronqvist (* 15. října 1944, Landskrona) je bývalý švédský fotbalista, útočník.

## Fotbalová kariéra
Začínal ve Švédsku v týmu Landskrona BoIS. Ve švédské lize hrál za Djurgårdens IF Fotboll a Landskrona BoIS, nastoupil ve 336 ligových utkáních a dal 57 gólů. S Djurgårdenem získal v roce 1966 mistrovský titul a s Landskronou v roce 1977 vyhrál švédský fotbalový pohár.  Kariéru zakončil v nižší soutěži v týmu IFK Hässleholm. V Poháru mistrů evropských zemí nastoupil ve 2 utkáních, v Poháru vítězů pohárů nastoupil ve 2 utkáních, ve Veletržním poháru nastoupil ve 2 utkáních a v Poháru UEFA nastoupil v 1 utkání. Za švédskou fotbalovou reprezentaci nastoupil v letech 1970–1974 v 16 utkáních. Byl členem švédské fotbalové reprezentace na Mistrovství světa ve fotbale 1970, nastoupil v utkání proti Itálii. Byl členem švédské fotbalové reprezentace na Mistrovství světa ve fotbale 1974, ale v utkání nenastoupil.

## Ligová bilance
| Ročník                 | Zápasy | Góly | Klub                   |
| ---------------------- | ------ | ---- | ---------------------- |
| 2. švédská liga 1962   | -      | -    | Landskrona BoIS        |
| 2. švédská liga 1963   | -      | -    | Landskrona BoIS        |
| 2. švédská liga 1964   | -      | -    | Landskrona BoIS        |
| 2. švédská liga 1965   | -      | -    | Landskrona BoIS        |
| 1. švédská liga 1966   | 21     | 2    | Djurgårdens IF Fotboll |
| 1. švédská liga 1967   | 18     | 6    | Djurgårdens IF Fotboll |
| 1. švédská liga 1968   | 21     | 8    | Djurgårdens IF Fotboll |
| 1. švédská liga 1969   | 22     | 11   | Djurgårdens IF Fotboll |
| 1. švédská liga 1970   | 20     | 5    | Djurgårdens IF Fotboll |
| 1. švédská liga 1971   | 23     | 0    | Landskrona BoIS        |
| 1. švédská liga 1972   | 20     | 3    | Landskrona BoIS        |
| 1. švédská liga 1973   | 21     | 4    | Landskrona BoIS        |
| 1. švédská liga 1974   | 26     | 3    | Landskrona BoIS        |
| 1. švédská liga 1975   | 23     | 5    | Landskrona BoIS        |
| 1. švédská liga 1976   | 26     | 2    | Landskrona BoIS        |
| 1. švédská liga 1977   | 22     | 2    | Landskrona BoIS        |
| 1. švédská liga 1978   | 24     | 3    | Landskrona BoIS        |
| 1. švédská liga 1979   | 25     | 1    | Landskrona BoIS        |
| 1. švédská liga 1980   | 24     | 0    | Landskrona BoIS        |
| 2. švédská liga 1981   | -      | -    | IFK Hässleholm         |
| CELKEM 1. švédská liga | 336    | 57   |                        |